# Festival de l'escargot (Bassou)
De Festival de l'escargot (slakkenfestival) in Bassou, gelegen in het Bourgondische Yonne, Frankrijk, wordt sinds 1978 met onregelmatige tussenpozen gehouden. Zo was de 7e editie in 1988 (toen werden er meer dan 70.000 slakken verorberd) en de 14e editie in 2002.
De hoofdactiviteit van deze festivals is een slakkeneetwedstrijd, waarvan de eerste reeds in 1964 werd gehouden. In 1988 werd deze gewonnen door een deelnemer uit Fleury-la-Vallée, die 204 slakken in 15 minuten verslond. Het record werd in 1996 aangescherpt door een inwoner van Bassou, die in dezelfde tijd 247 slakken had verorberd.